# Alain Rolland
Alain Colm Pierre Rolland (Dublino, 22 agosto 1966) è un ex rugbista a 15, arbitro di rugby a 15, dirigente sportivo e allenatore di rugby a 15 irlandese, direttore di gara internazionale dal 2001 al 2014.

## Biografia
Nato a Dublino da padre francese e madre irlandese, grazie a tali sue ascendenze è bilingue (francese e inglese); già giocatore come mediano di mischia del Blackrock College, rappresentò anche la provincia del Leinster 40 volte; inoltre, fu tre volte internazionale per l'Irlanda tra il 1990 e il 1995 (uno dei suoi test match, l'ultimo, fu una sconfitta a Treviso contro l'Italia).
Rolland ebbe pure una breve parentesi da commissario tecnico: il 14 febbraio 1993, al Raeburn Place di Edimburgo, fu il selezionatore della prima nazionale femminile irlandese, che scese in campo contro l'anch'essa esordiente Scozia e perse da quest'ultima con il punteggio di 0-10.
Ritiratosi nel 1996 all'avvento del professionismo divenne arbitro; raggiunse la qualifica di internazionale nel 2001, anno in cui diresse il suo primo test match, il 19 settembre a Cardiff (Galles - Romania).
Nel 2002 diresse il suo primo incontro nel Sei Nazioni, Scozia - Francia a Edimburgo e, l'anno seguente, diresse il suo primo incontro del Tri Nations, a Pretoria (Sudafrica - Nuova Zelanda).
Selezionato dall'International Rugby Board per la Coppa del Mondo di rugby 2003 ivi diresse quattro match, tutti in prima fase; quattro anni più tardi fu selezionato per dirigere la finale della Coppa 2007 allo Stade de France tra Sudafrica e Inghilterra.
Nelle competizioni europee di club, in cui esordì nell'ottobre 2000 dirigendo un match di Heineken Cup tra Tolosa e Saracens, Rolland vanta gare di prestigio quali la finale di Heineken Cup 2003-04, 2009-10 e ulteriori due finali consecutive di Heineken Cup, nel 2013 e nel 2014, quest'ultima anche la sua direzione finale nelle Coppe Europee, avendo deciso il ritiro alla fine di tale stagione.
A novembre 2014 Rolland ricevette dal comitato esecutivo del Sei Nazioni l'incarico di supervisore dello sviluppo degli arbitri di alto livello della Federazione Italiana Rugby.